# بلاگر
بلاگر (blogger) یک سایت اینترنتی میزبان برای ایجاد و نوشتن وب‌لاگ به صورت رایگان است.

## تاریخچه
- در ۲۳ اوت ۱۹۹۹ توسط شرکت پیرا لبز به وجود آمد.
- در فوریه ۲۰۰۳ شرکت پیرا لبز توسط شرکت گوگل خریداری شد.
- در ۱۴ اوت ۲۰۰۶ نسخه بتای آن عرضه شد.

## نسخه موبایل
بلاگر نرم‌افزار موبایل خود را برای سیستم عامل‌های اندروید و آی‌اواس منتشر کرده‌است.

## ظاهر
در سال ۲۰۰۶ شرکت گوگل به کسانی که جی میل داشتند اجازه داد تا با بلاگر وبلاگ بسازند.
با استفاده از برنامه‌نویسی وب طراحی صفحه و اشکال وبلاگ از طریق کشیدن و رها کردن (drag-and-drop) میسر شد.

## زبان‌های موجود
بلاگر در این زبان‌ها موجود است: فارسی، انگلیسی، روسی، فرانسوی، چینی (ساده)، چینی (سنتی)، بنگالی، اندونزی، بلغاری، کاتالان، کرواتی، چک، دانمارکی، هلندی، فیلیپینی، فنلاندی، آلمانی، یونانی، گجراتی، عبری، هندی، مجاری، اندونزیایی، ایتالیایی، ژاپنی، کانادا، کره‌ای، لتونی، لیتوانی، مالایی، مالایالام، مرآتی، نروژی، اوریا، لهستانی، پرتغالی (برزیل)، (پرتغال)، رومانیایی، صربی، اسلواکی، اسلوونیایی، اسپانیایی، سوئدی، تامیلی، تلوگو، تایلندی، ترکی، اوکراینی، اردو، ویتنامی، نپالی و عربی